# William Battie
William Battie est un des plus éminent psychiatre anglais du XVIIIe siècle. Précurseur du mouvement philanthropique, il a édité en 1758 une publication sur le traitement de la maladie mentale, « un traité sur la folie » (Treatise on madnes).

## Biographie
William Battie (parfois Batty) naît en 1704 en Angleterre. Il a pour parent le révérend Edward Battie, ancien sous-maître à Eton qui décèdera en 1714, et Catherine Battie. Il commence ses études à Eton puis obtient une bourse d'étudeq pour étudier la physique au King’s College, à Cambridge. Il y obtient son A.B. en 1726 puis son A.M. en 1730 et sa licence de médecine, lui permettant également d'enseigner l'anatomie à Cambridge. Horace Walpole sera un de ses élèves,,.
Peu après, il obtient grâce à l'influence d'un cousin un poste de médecin à Uxbridge. En 1737-1738, il déménage à Londres après avoir obtenu son doctorat en médecine à Cambridge,.
En 1742, il devient chef de service au Bethlem Royal Hospital, pour soigner les aliénés. Dès son arrivée, il critique les conditions d’internement et de traitement des insensés, sujet de sa publication en 1758.
Il décède en 1776 d'un accident vasculaire cérébral et est enterré à côté de son épouse à Kingston Parish Church. Il laissa derrière lui 3 filles : Anne (qui épousera l'amiral George Young), Catherine (qui épousera Thomas Rashleigh) et Philadelphia (qui épousera John Call),.

## Apports
William Battie est le premier médecin qui plaide pour l’admission dans un hospice comme moyen thérapeutique et non pas comme simple moyen de protection pour la société et le patient.
Il fonde également en 1751 le St Luke's Hospital for Lunatics, qu’il organise selon les principes philanthropiques pour changer la qualité des soins et la vision des malades mentaux : Avoir une chambre individuelle pour chaque malade et une prise en charge des malades assurée par un personnel qualifié. Plus tard, il deviendra propriétaire d'un important hôpital psychiatrique à Clerkenwell,.
Il fut le premier psychiatre à devenir président du Collège royal de médecine de Londres, en 1764.